# Brassac (Tarn y Garona)
 Brassac  es una población y comuna francesa, en la región de Mediodía-Pirineos, departamento de Tarn y Garona, en el distrito de Castelsarrasin y cantón de Bourg-de-Visa.

## Demografía
| 433 | 368 | 315 | 307 | 261 | 248 |
| Para los censos de 1962 a 1999 la población legal corresponde a la población sin duplicidades (Fuente: INSEE [Consultar]) |     |     |     |     |     |